# Ophiorrhiza oblongifolia
Ophiorrhiza oblongifolia är en måreväxtart som beskrevs av Dc.. Ophiorrhiza oblongifolia ingår i släktet Ophiorrhiza och familjen måreväxter.
Artens utbredningsområde är Filippinerna. Inga underarter finns listade i Catalogue of Life.